# Aristolaos
Aristolaos, gr. Ἀριστόλαος (druga połowa IV wieku p.n.e.) – grecki malarz. Był synem i uczniem Pauzjasza z Sykionu.
Z przekazu Pliniusza (Naturalis historia XXV, 137) wynika, iż zaliczano go do najpoważniejszych artystów jako twórcę takich przedstawień jak Epaminondas, Perykles, Medea, Tezeusz, Personifikacja ludu ateńskiego, Ofiarowanie wołu (wyraźnie układających się w pary). Kopii jego obrazu dopatrywano się w kilku pompejańskich malowidłach przedstawiających Medeę.